# Laurentius Gutzmer

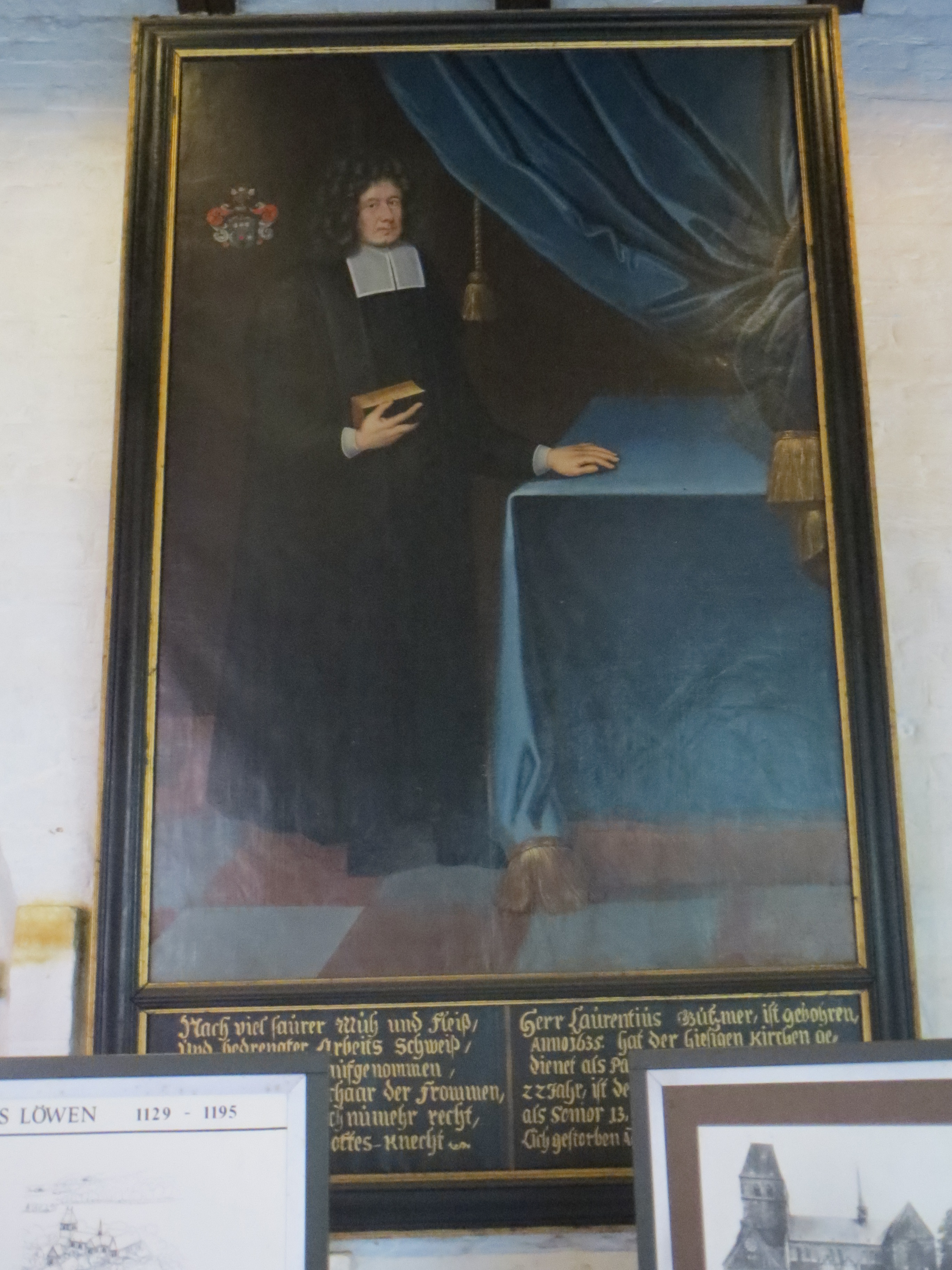
Laurentius Gutzmer, Epitaph im Ratzeburger Dom

Laurentius Gutzmer (* 3. Februar 1636 in Schwerin; † 30. November 1703 in Domhof Ratzeburg) war ein deutscher evangelisch-lutherischer Geistlicher und ab 1701 Dompropst am Ratzeburger Dom.

## Leben
Laurentius Gutzmer war ein Sohn des Schweriner Dompredigers Michael Gutzmer (1607–1648) und Enkel des gleichnamigen Pastors in Sternberg. Johann Georg Gutzmer war sein Cousin. Bereits im Alter von 10 Jahren wurde er 1646 zusammen mit seinem Bruder Nicolaus, später Schweriner Bürgermeister, an der Universität Rostock immatrikuliert. Er studierte in Rostock und 1660 an der Universität Wittenberg Evangelische Theologie. Nach Ende seines Studiums war er zunächst als Hofmeister eines reichen Kaufmannssohns aus Stargard in Pommern tätig und begleitete ihn an die Universität Leipzig. 1668 wurde er Pastor an der Dorfkirche Proseken.
1669 erfolgte seine Berufung zum Pastor am Ratzeburger Dom. 1690 wurde er Senior der Pastoren im Fürstentum Ratzeburg, und nach dem Übergang des Fürstentums an Mecklenburg-Strelitz im Hamburger Vergleich (1701) wurde er zum ersten Praepositus am Ratzeburger Dom ernannt.
1669 heiratete er Helene, geb. zur Nedden, eine Tochter des herzoglichen Rates Simon Gabriel zur Nedden.
Sein Erbbegräbnis im Ratzeburger Dom ist erhalten, ebenso sein Porträt-Epitaph, das sich heute in der Kunstkammer im Kreuzgang befindet.

## Schriften
- Geistliche Reichs- und Denck-Müntze: Welche/ Nach Veranlassung der güldnen Apostolischen Worte/ aus dem 2 Brieff Pauli an dem Tim. cap. IV. v. 7. 8. Als der verblichene Leichnam Des weiland Woll-Ehrenvesten/ Vor-Achtbahren und Wollfürnehmen Herrn Andreas Hillen/ Fürstl. Meckl. gewesenen Müntz-Meisters allhier/ am 23 Maii, war der Donnerstag nach Pfingsten/ im Jahr 1678. bey Christ-ansehnlicher/ vornehmer/ volckreicher und leid-müthiger Versamlung/ in der Dom-Kirchen hieselbst beygesetzet worden/ Denen allerbesten und werthesten Müntz-Sorten gemäß/ gepräget und fürgeleget/ Und hernach auff Ansuchen und begehren zum Abdruck und stets-währendem Andencken übergeben hat Laurentius Gutzmer/ Fürstl. Mecklenb. Pastor am Dom zu Ratzeburg. Ratzeburg auf dem Dom: Nissen 1678
- Lebens-Zeit und Ziel/ Von Gott den Menschen-Kindern gesetzt/ So Nach den Worten Hiobs/ aus dessen Creutz-Geschicht am XIV Capitt. v. 5: Als der ... Herr Petrus Andreas von Eintzen/ Beyder Rechten würdiger Candidatus, Am 24 Tage des Monats Januarii dieses Jahrs ... durch einen ... Unglücks-Fall/ plötzlich aus dieser Zeitlichkeit hinweg gerücket/ und dessen entseelter Cörper darauff am 2 Februarij ... In Begleitung Ihr. Fürstl. Durchleucht. Sibyllä Hedwig/ Der Verwittibten Hertzogin zu Sachsen/ Engern und Westphalen/ Hochansehnlicher Gesandschafft/ ... in der Stadt-Kirchen/ in sein väterlich Grab eingesencket worden. Ratzeburg auf dem Dom: Nissen 1679